# City Beautiful-beweging

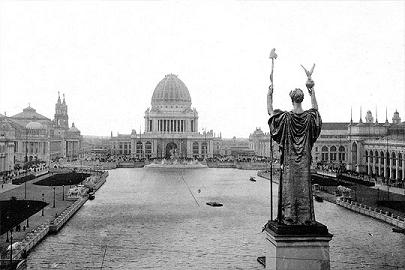
De filosofie van de City Beautiful-beweging kwam tot uiting in de World's Columbian Exposition of Chicago World's Fair van 1893.

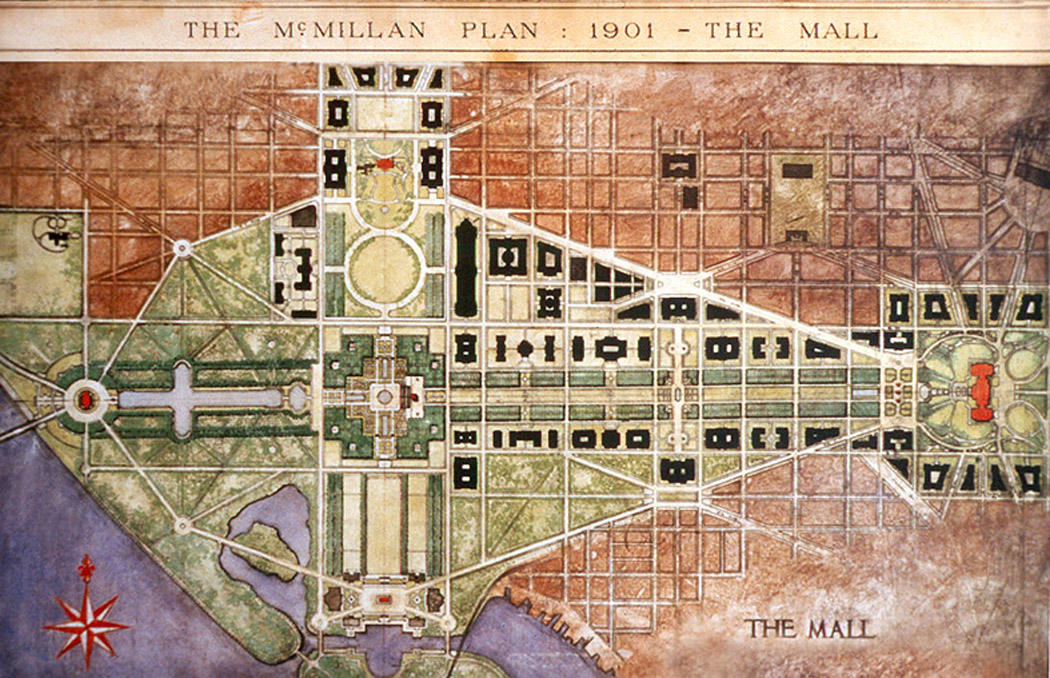
Het McMillan Plan van 1901 verving de Victoriaanse landschapstuinen in Washington D.C. door een grote 'laan' van gazons en rechthoekige vijvers, met monumentale overheids- en culturele gebouwen erlangs. Zo werd de basis gelegd voor hoe de National Mall er nog steeds uitziet.

De City Beautiful-beweging was een hervormingsfilosofie binnen de Noord-Amerikaanse architectuur en stedenbouwkunde in de jaren 1890 en 1900. De beweging stond voor de verfraaiing van de stad en monumentale grandeur. Ze streefde niet uitsluitend schoonheid na als doel op zich, maar wilde ook de deugdzaamheid in de steden stimuleren. De nieuwe architectuur zou op die manier bijdragen aan een harmonieuze maatschappij met een hogere levenskwaliteit. De City Beautiful-beweging begon in steden als Chicago, Cleveland, Detroit en Washington D.C. en breidde zich vandaar uit naar andere steden.
Architectonisch ging de City Beautiful-beweging te leen bij de beaux-arts en de neoclassicistische architectuur, waarin orde, waardigheid en harmonie centraal staan. De beweging werd ook beïnvloed door het concept van de tuinstad.

## Voorstanders en vertegenwoordigers
- Dana W. Bartlett, activist
- Arnold W. Brunner, architect
- Daniel Burnham, architect en stedenbouwkundige
- John Merven Carrère, architect
- Mira Lloyd Dock, activiste
- Cass Gilbert, architect
- William Laurel Harris, kunstenaar
- Heins & LaFarge, architecten
- Emmanuel Louis Masqueray, architect en docent
- J. Horace McFarland, uitgever, tuinier en activist
- George E. Merrick, projectontwikkelaar
- Frederick Law Olmsted jr., landschapsarchitect
- John Russell Pope, architect
- Charles Mulford Robinson, journalist
- Robert W. Speer, burgemeester van Denver